# Allograpta ventralis
Allograpta ventralis är en tvåvingeart som först beskrevs av Miller 1921.  Allograpta ventralis ingår i släktet Allograpta och familjen blomflugor. Inga underarter finns listade i Catalogue of Life.